# Mike Beuttler
Michael „Mike“ Beuttler (* 13. August 1942 in Kairo (Ägypten); † 29. Dezember 1988 in San Francisco) war ein britischer Automobilrennfahrer.

## Karriere
Beuttler wurde während des Zweiten Weltkrieges in Kairo geboren. Sein Vater war zu dieser Zeit als Offizier der britischen Armee an der Front. Als der Krieg zu Ende war, kehrte die Familie nach England zurück. Mike Beuttler arbeitete ab seinem 17. Lebensjahr im kleinen britischen Rennteam The Chequered Flag in einer administrativen Rolle und konnte sich auch zeitweise hinter das Steuer eines Rennwagens setzen.
Doch erst mit 24 Jahren debütierte der Brite in einem Rennwagen. Er fuhr in der Formel-Libre-Meisterschaft. 1969 stieg er mit Finanzierung durch den Aktienbroker Ralph Clarke in die britische Formel-3-Meisterschaft auf. Im darauffolgenden Jahr (1970) feierte er seine ersten Siege und wurde am Ende Dritter in der Gesamtwertung der Formel-3-Meisterschaft. 1971 folgte der Aufstieg in die Formel-2-Europameisterschaft. Trotz eines Sieges in Vallelunga kam er infolge zahlreicher Ausfälle durch Defekte nur auf den siebten Platz in der Europameisterschaft.
March-Teamchef Max Mosley wurde über seine Freundschaft zu Clarke auf ihn aufmerksam und stellte ihm für vier Rennen der Formel-1-Weltmeisterschaft 1971 einen privaten March zur Verfügung. Beuttler startete erstmals beim Grand Prix von Großbritannien in Silverstone auf einem March 711-Cosworth, im Rennen fiel er jedoch aus. Auch die Grand Prix von Deutschland, Österreich, Italien und Kanada verliefen nicht glücklich. Für 1972 fand Beuttler neue Sponsoren und konnte die gesamte Saison mit seinem privaten March bestreiten. Die Gruppe Londoner Aktienhändler verpassten dem Teameintrag einen umständlichen Namen, der von der Presse mitunter zum Spitznamen „Stockbroker Special“ umfirmiert wurde. Nach einem hervorragenden zweiten Platz bei der nicht zur Weltmeisterschaft zählenden Jim Clark Trophäe erlebte Beuttler aber erneut eine unbefriedigende und punktelose Automobil-Weltmeisterschaft. Seine beste Platzierung war der achte Platz beim Grand Prix von Deutschland auf dem Nürburgring.
1973 musste Mike Beuttler die Saison mit einem Vorjahresmodell (March 721) bestreiten, da er keine neuen Sponsoren fand. Trotzdem verfehlte er beim Grand Prix von Spanien in Jarama nur knapp den sechsten Platz und damit einen WM-Punkt. In Anderstorp wurde er noch einmal Achter. Beim Grand Prix von Österreich erreichte er mit einem elften Startplatz das beste Trainingsergebnis seiner Formel-1-Karriere. Doch nach dem Start wurde er von Mike Hailwood nach einer Kollision aus dem Rennen geworfen.
Trotz guter Leistungen mit dem unterlegenen March fand Beuttler für 1974 kein neues Cockpit in der Formel 1. Die Ölpreiskrise hatte auch die Kassen seiner Förderer versiegen lassen. So beendete er nach 28 Grand-Prix-Rennen seine Karriere in der Königsklasse des Motorsports.
1974 bestritt er noch einige Sportwagenrennen mit einigem Erfolg. Doch der Motorsport war ihm zu gefährlich geworden – nicht zuletzt wegen der vielen tödlichen Unfälle (unter anderem Roger Williamson und François Cevert). So entschied sich Mike Beuttler, seine Rennsportkarriere zu beenden und zog sich nach Kalifornien zurück. Dort verstarb der Schwager des Politikers Alan Clark am 29. Dezember 1988 nach einer langen Krankheit in einem Krankenhaus in San Francisco an den Folgen von AIDS.
Beuttler wird immer wieder als der erste offen homosexuelle Fahrer in der Formel 1 beschrieben, diese Darstellung wird jedoch vom ehemaligen Autosport-Redakteur Ian Phillips zurückgewiesen. Beuttler habe während seiner Karriere nie offen über seine Sexualität gesprochen, vielmehr sei sie ein offenes Geheimnis gewesen.

## Statistik

### Statistik in der Automobil-Weltmeisterschaft

#### Einzelergebnisse
| Saison | 1   | 2  | 3   | 4   | 5   | 6   | 7   | 8  | 9   | 10 | 11                  | 12             | 13  | 14 | 15 |
| ------ | --- | -- | --- | --- | --- | --- | --- | -- | --- | -- | ------------------- | -------------- | --- | -- | -- |
| 1971   |     |    |     |     |     |     |     |    |     |    | \|\| \|\| \|\| \|\| |                |     |    |    |
| 1971   |     |    |     |     |     | DNF | DSQ | NC | DNF | NC |                     |                |     |    |    |
| 1972   |     |    |     |     |     |     |     |    |     |    |                     | \|\| \|\| \|\| |     |    |    |
| 1972   |     |    | DNQ | 13  | DNF | DNF | 13  | 8  | DNF | 10 | NC                  | 13             |     |    |    |
| 1973   |     |    |     |     |     |     |     |    |     |    |                     |                |     |    |    |
| 10*    | DNF | NC | 7   | 11* | DNF | 8   |     | 11 | DNF | 16 | DNF                 | DNF            | DNF | 10 |    |

| Legende  | Legende            | Legende                                                          |
| Farbe    | Abkürzung          | Bedeutung                                                        |
| -------- | ------------------ | ---------------------------------------------------------------- |
| Gold     | –                  | Sieg                                                             |
| Silber   | –                  | 2. Platz                                                         |
| Bronze   | –                  | 3. Platz                                                         |
| Grün     | –                  | Platzierung in den Punkten                                       |
| Blau     | –                  | Klassifiziert außerhalb der Punkteränge                          |
| Violett  | DNF                | Rennen nicht beendet (did not finish)                            |
| Violett  | NC                 | nicht klassifiziert (not classified)                             |
| Rot      | DNQ                | nicht qualifiziert (did not qualify)                             |
| Rot      | DNPQ               | in Vorqualifikation gescheitert (did not pre-qualify)            |
| Schwarz  | DSQ                | disqualifiziert (disqualified)                                   |
| Weiß     | DNS                | nicht am Start (did not start)                                   |
| Weiß     | WD                 | zurückgezogen (withdrawn)                                        |
| Hellblau | PO                 | nur am Training teilgenommen (practiced only)                    |
| Hellblau | TD                 | Freitags-Testfahrer (test driver)                                |
| ohne     | DNP                | nicht am Training teilgenommen (did not practice)                |
| ohne     | INJ                | verletzt oder krank (injured)                                    |
| ohne     | EX                 | ausgeschlossen (excluded)                                        |
| ohne     | DNA                | nicht erschienen (did not arrive)                                |
| ohne     | C                  | Rennen abgesagt (cancelled)                                      |
| ohne     | keine WM-Teilnahme |                                                                  |
| sonstige | P/fett             | Pole-Position                                                    |
| sonstige | 1/2/3/4/5/6/7/8    | Punktplatzierung im Sprint-/Qualifikationsrennen                 |
| sonstige | SR/kursiv          | Schnellste Rennrunde                                             |
| sonstige | *                  | nicht im Ziel, aufgrund der zurückgelegten Distanz aber gewertet |
| sonstige | ()                 | Streichresultate                                                 |
| sonstige | unterstrichen      | Führender in der Gesamtwertung                                   |

### Einzelergebnisse in der Sportwagen-Weltmeisterschaft
| Saison | Team            | Rennwagen   | 1   | 2   | 3   | 4   | 5   | 6   | 7   | 8   | 9   | 10  |
| ------ | --------------- | ----------- | --- | --- | --- | --- | --- | --- | --- | --- | --- | --- |
| 1970   | Nick Gold       | Porsche 910 | DAY | SEB | BRH | MON | TAR | SPA | NÜR | LEM | WAT | ZEL |
| 1970   | Nick Gold       | Porsche 910 | 11  |     |     |     |     |     |     |     |     |     |
| 1974   | Paulenco Racing | March 74S   | MON | SPA | NÜR | IMO | LEM | ZEL | WAT | LEC | BRH | KYA |
| 1974   | Paulenco Racing | March 74S   |     |     |     |     |     | DNF |     |     |     |     |